# Eric Mjöberg
Eric Georg Mjöberg, švedski entomolog, etnograf in raziskovalec, * 6. avgust 1882, Ås, † 8. julij 1938, Stockholm.
Mjöberg je bil vodja prve švedske odprave v Avstralijo, ki se je tja odpravila leta 1910.
Po njem se imenuje rastlina Vaccinium mjoebergii, ki jo je njemu na čast poimenoval nizozemski botanik Johannes Jacobus Smith.

## Delo
Mjöberg je prvo odpravo odpeljal v severozahodno Avstralijo in tam raziskoval v letih 1910 in 1911. Naslednjo odpravo je vodil v letih 1912–1913, ko je raziskoval Queensland. V letih 1919–1922 je delal na raziskovalni postaji v Medanu na Sumatri, nato pa je bil med letoma 1922 in 1924 kurator muzeja v Sarawaku na Borneu.
Pred tem je bil med letoma 1903 in 1906 zaposlen v državnem entomološkem inštitutu ter v narodnem muzeju. Po vrnitvi z raziskovanj Avstralije je med letoma 1916 in 1917 opravil turnejo po ZDA, kjer je imel serijo predavanj na to temo. Nato je bil leta 1920 za kratek čas švedski konzul na Sumatri, med letoma 1921 in 1925 pa je študiral v ZDA.

### Avstralske ekspedicije
Na svoji ekspediciji v The Kimberleys, zahodni avstralski regiji je postal prvi Mjöbergov cilj raziskovanje avstralskih staroselcev in dokazovanje Darwinove teorije. Kmalu so ga Aborigini tako prevzeli, da se je ekspedicija, katere prvi cilj je bilo zbiranje in raziskovanje avstralske flore in favne, spremenila v roparski pohod. Mjöberg je namreč začel iskati staroselska grobišča in ropati vsebino grobov ter celo tihotapiti posmrtne ostanke v Švedsko.
Zgodovinarji opisujejo Mjöberga kot agresivnega, arogantnega in hudobnega človeka, ki je bil nenehno v sporu tako z domorodci kot z misijonarji in celo s svojo znanstveno ekipo.
Leta 1912 je organiziral še eno ekspedicijo. Tokrat se je z ekipo podal na vzhodno obalo Avstralije, v Queensland, Novi Južni Wales in Viktorijo. V vsaki izmed zveznih držav je izropal po en grob, vsebino pa je spet pretihotapil iz Avstralije.
Leta 1915 je Mjöberg izdal dnevnik o prvi ekspediciji v Avstralijo, v katerem  je opisal svoja dejanja do podrobnosti. Večino gradiva, ki ga je hranil švedski eetnografski muzej je bilo naropano med letoma 1910 in 1911. O celotni zgodbi je švedski antropolog Claes Hallgren iz Univerze v Dalarni napisal knjigo z naslovom Dva popotnika - dve sliki Avstralije, v kateri je preučeval Mjobergove metode in se spraševal o etičnosti takih dejanj. Na podlagi te knjige je švedski muzej stopil v stik z avstralsko vlado in začel pogovore o vrnitvi posmrtnih ostankov, kar se je naposled zgodilo septembra 2004. Predstavniki Aboriginov so v Stockholmu tako prevzeli ostanke in začeli proces duhovnega zdravljenja. Ob tej priložnosti je predstavnik pravnega in kulturnega centra Aboriginov iz Kimberleya, Neil Carter izjavil:
«Verjamemo v to, da duhovi in dežela ne bosta mirovala, dokler se ostanki iz oropanih grobov ne vrnejo.«  
Aborigini namreč verjamejo, da duhoavi umrlih ne morejo odpotovati v onostranstvo, če so njihove kosti premaknjene.
Osemnajst škatel, v katerih so bile kosti, med njimi naj bi bili tudi sve otroški okostji, je bilo prepeljanih v avstralski narodni muzej. Tam so jih najprej pregledali, nato pa vrnili na prvotno mesto.

## Smrt
Mjöberg je umrl v revščini v Stockholmu po dolgotrajni nepojasnjeni bolezni. Zadnja leta je imel nenehne nočne more, v katerih je podoživljal svojo ekspedicijo v Kimberleys, večkrat pa je imel tudi preganjavico. Svoje občutke je opisal v svojem zadnjem avtobiografskem prispevku, v katerem je opisal, da ga preganjajo duhovi Aboriginov in Wandjina - duhovi sanj. V zadnjih mesecih svojega življenja je bil prisiljen prodati večino svoje zbirke.